# Lilla Mörtsjön (Järbo socken, Gästrikland)
Lilla Mörtsjön är en sjö i Sandvikens kommun i Gästrikland och ingår i Gavleåns huvudavrinningsområde. Sjön är 1,8 meter djup, har en yta på 0,005 kvadratkilometer och är belägen 192 meter över havet.